# قومية إثنية كورية

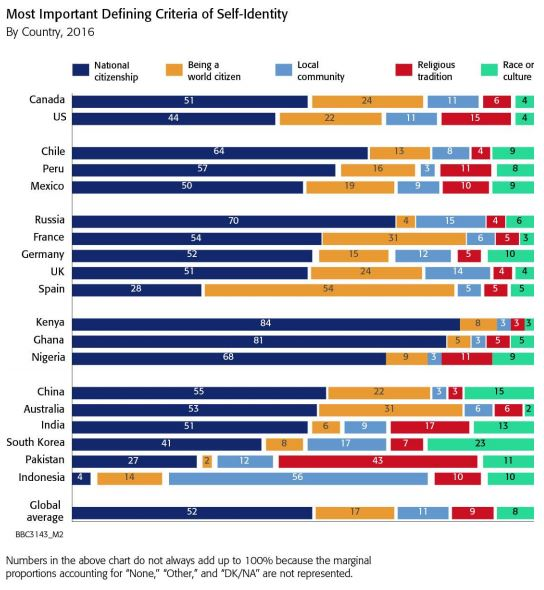
تقسيم المجتمعات في بعض الدول علي أسس معينة

القومية الإثنية الكورية، أو القومية العرقية، هي أيديولوجية سياسية وشكل من أشكال الهوية الإثنية (أو العرقية) المنتشرة على نطاق واسع في كوريا الشمالية والجنوبية الحديثتين. وتستند هذه الأيديولوجيا إلى الاعتقاد بأن الكوريين يشكلون أمة وعرقًا وجماعة إثنية تشترك بسلالة موحدة وثقافة متميزة. وتتمحور حول مفهوم المينجوك (بالكورية: 민족 ؛ بالهانجا: 民族)، وهو مصطلح جرت صياغته في فترة الإمبراطورية اليابانية (مينزوكو) في أوائل فترة ميجي على أساس المفاهيم الداروينية الاجتماعية. وتُرجمت كلمة مينجوك على أنها «أمة» و«شعب» و«مجموعة إثنية» و«عرق» و«أمة عرقية».
بدأ هذا المفهوم بالظهور بين المفكرين الكوريين بعد الحماية التي فرضتها اليابان في عام 1905، عندما كان اليابانيون يحاولون إقناع الكوريين بأن كِلا الأمتين من أصل عرقي واحد. أصبح مفهوم مينجوك الكوري شائعًا لأول مرة من خلال كاتب المقالات والمؤرخ شين تشيهو في كتابه قراءة جديدة للتاريخ (1908)، ويتحدث فيه عن تاريخ كوريا من العصور الأسطورية لدانغن إلى سقوط بالهاي في عام 926 م. صور شين المينجوك كعرق مقاتل ناضل بشجاعة للحفاظ على الهوية الكورية، ثم ضعف لاحقًا، وأصبح الآن بحاجة إلى إعادة تنشيطه. خلال فترة الحكم الياباني (1910-1945)، أعطى هذا الإيمان بتفرد المينجوك الكوري دافعًا لمقاومة سياسات الاستيعاب الثقافي اليابانية والبحث التاريخي.
على عكس اليابان وألمانيا، حيث فقدت المفاهيم القائمة على العرق للأمة مصداقيتها بعد الحرب العالمية الثانية لأنها ارتبطت بالقومية المتطرفة أو النازية، واصلت كوريا الشمالية والجنوبية بعد الحرب إعلان تجانسهما العرقي وسلالة دمهما الصافية. وفي ستينيات القرن العشرين، عزز الرئيس بارك تشونغ هي «أيديولوجيا النقاء العرقي» لإضفاء الشرعية على حكمه الاستبدادي، بينما صورت الدعاية الرسمية في كوريا الشمالية الكوريين على أنهم «العرق الأنقى». ويواصل المؤرخون الكوريون المعاصرون الكتابة عن «التراث العرقي والثقافي الفريد للأمة». ويستمر هذا المفهوم المشترك لكوريا العرقية بتشكيل السياسة الكورية والعلاقات الخارجية، ويعطي الكوريين حماسة الاعتزاز القومي، ويغذي الآمال بإعادة توحيد الكوريتين.
على الرغم من الإحصاءات التي تظهر أن كوريا الجنوبية أصبحت مجتمعًا متعدد الأعراق بشكل متزايد، يواصل معظم سكان كوريا الجنوبية تعريف أنفسهم على أنهم «شعب واحد» (باللغة الكورية: 단일민족؛ بالهانجا: 單一民族 دانيل مينجوك) تجمعهم «سلالة» مشتركة. أدى التأكيد المتجدد على نقاء «الدم» الكوري إلى حدوث توترات، ما سبب تجدد المناقشات حول التعددية الإثنية والعنصرية في كل من كوريا الجنوبية وخارجها.
وفي كوريا الجنوبية، توصف القومية العرقية الكورية بأنها تشكل نوعًا ما من الديانات المدنية.

## التاريخ

### الاستخدام المبكر والأصول
خلافًا للاعتقاد السائد بأن الأيديولوجيا الكورية المعاصرة «للعرق الكوري النقي» لم تبدأ إلا في أوائل القرن العشرين عندما ضمت اليابان كوريا وأطلقت حملة لإقناعهم بأنهم من نفس الأصول العرقية النقية مثل اليابانيين أنفسهم، فإن هذه الأيديولوجيا موجودة منذ العصور القديمة، على غرار نظام العرق المغولي أو الهان.
في الفترة الاستعمارية، ادعت سياسة الاستيعاب الثقافي التي انتهجتها الإمبراطورية اليابانية أن الكوريين واليابانيين من أصل مشترك وأنهم كانوا يتبعون لهم دائمًا. واستخدمت نظرية الدم النقي لتبرير السياسات الاستعمارية لاستبدال التقاليد الثقافية الكورية بالتقاليد اليابانية من أجل التخلص من جميع الفروق وتحقيق المساواة بين الكوريين والمقيمين في الداخل. وتضمنت هذه السياسة تغيير الأسماء الكورية إلى اليابانية، والاستخدام الحصري للغة اليابانية، والتعليم المدرسي ضمن النظام الأخلاقي الياباني، وعبادة الشنتو. ويجادل برايان رينولدز مايرز، الأستاذ في جامعة دونسيو، بأن رؤية فشل سياسة الاستيعاب، جعلت المنظرين اليابانيين يغيرون سياستهم لتتحول إلى خلق وطنية إثنية كورية على قدم المساواة مع تلك اليابانية. وشجعوا الكوريين على الاعتزاز بكوريتهم وتاريخهم وتراثهم وثقافتهم و«لهجتهم» كأمة شقيقة تعود إلى أصل مشترك مع اليابانيين.

### الاستقلال
نشر شين تشيهو (1880-1936)، مؤسس التأريخ القومي لكوريا الحديثة وناشط في حركة الاستقلال الكورية، كتابه المؤثر عن التاريخ المعاد بناؤه جوسون سانغوسا (تاريخ جوسون المبكر) في 1924-1925، معلنًا أن الكوريين أحفاد دانغن، الجد الأسطوري للشعب الكوري، الذي اندمج مع البويو من منشوريا لتشكيل شعب غوغوريو.
استعان شين تشيهو بالنظرية اليابانية للأمة، ليحدد الجذور الحربية للكوريين في غوغوريو، والتي صورها على أنها عسكرية وتوسعية والتي تحولت إلى مصدر إلهام للفخر والثقة في المقاومة ضد اليابانيين. ومن أجل تأسيس التفرد الكوري، حلت أسطورة دانغن محل قصة غجا جوسون، التي كان مؤسسها (غجا) عم أو شقيق إمبراطور شانغ الصيني زو، وكانت هذه طريقة مهمة لتأسيس التفرد الكوري.
بعد الاستقلال في أواخر الأربعينيات من القرن العشرين، وعلى الرغم من الانقسام بين كوريا الشمالية والجنوبية، لم يجادل أي من الجانبين في التجانس الإثني للأمة الكورية بناءً على قناعة راسخة بأنهما سليل نقي للسلف الأسطوري والشخصية نصف الإلهية التي تُدعى دانغن الذي أسس مملكة غوجوسون في عام 2333 قبل الميلاد بناءً على وصف كتاب دونغوك تونغام (1485).

### القبول
تعتبر نظرية الدم النقي اعتقادًا شائعًا في كلتا الكوريتين، حتى أن بعض رؤساء كوريا الجنوبية يؤيدونها. تدور بعض الجدالات حول هذا الموضوع بشكل متقطع في كوريا الجنوبية، بينما يصعب الوصول إلى الرأي العام في كوريا الشمالية. ومن وجهة نظر قومية، فإن الطعن في النظرية أو تحديها سيكون بمثابة خيانة للكورية في مواجهة التحدي المتمثل في أمة إثنية غريبة.
لاحظ بعض المفكرين الكوريين أن نظرية الدم النقي كانت بمثابة أداة مفيدة لحكومة كوريا الجنوبية لجعل شعبها مطيعًا ويسهل حكمه عندما كانت البلاد غارقة في اضطرابات أيديولوجية. وكان ذلك صحيحًا خاصةً بالنسبة للقيادات الديكتاتورية للرئيسين السابقين إي سنغ مان ري وبارك تشونغ هي، عندما وضعت القومية في مناهضة الشيوعية.

### دور القومية في المجتمع الكوري الجنوبي المعاصر
في كوريا الجنوبية، يؤدي مفهوم «الدم النقي» إلى التمييز ضد الأشخاص من «الدم الأجنبي» و«الدم المختلط». ويُشار إلى حاملي ذلك الدم المختلط أو الأجنبي في كوريا الجنوبية بكلمة هونيول (بالكورية: 혼혈، بالهانجا: 混血).
يستند قانون الجنسية في كوريا الجنوبية إلى حق الدم بدلًا من حق الإقليم، وهو مبدأ إقليمي يأخذ في الاعتبار مكان الميلاد عند منح الجنسية. في هذا السياق، فإن معظم الكوريين الجنوبيين لديهم ارتباط أقوى بالكوريين الجنوبيين المقيمين في دول أجنبية والأجانب من أصل كوري جنوبي، أكثر من ارتباطهم بالمواطنين الكوريين الجنوبيين المتجنسين والمغتربين المقيمين في كوريا الجنوبية. في عام 2005، اقترح الحزب الوطني الكبير المعارض مراجعة قانون الجنسية الكوري الجنوبي الحالي للسماح بمنح الجنسية الكورية الجنوبية للأشخاص الذين ولدوا في كوريا الجنوبية بغض النظر عن جنسية الوالدين، ولكن جرى تجاهل هذا الاقتراح بسبب سلبية الرأي العام ضد هذا الإجراء.

وفقًا لجون هوير، كاتب عمود في صحيفة كوريا تايمز:
في محاولة لفهم كوريا [الجنوبية] والكوريين [الجنوبيين]، يجب أن ندرك مدى أهمية الدم لكوريا الجنوبية. الكوريون [الجنوبيون] يحبون الدم بالمعنى الحقيقي والمجازي. إنهم يحبون إراقة الدماء، أحيانًا دماءهم حين يجرحون أصابعهم وأحيانًا دماء حيوانات. إنهم يعتبرون «علاقات الدم» هي الأسمى، فوق الروابط والصلات الأخرى. غالبًا ما يضيفون «لحمًا» و «عظمًا» إلى تصريحاتهم وتفضيلاتهم الخطابية. باختصار، كوريا [الجنوبية] مغرمة تمامًا بالتفكير في نفسها وشعبها من منظور الدم.